# Alte Akademie

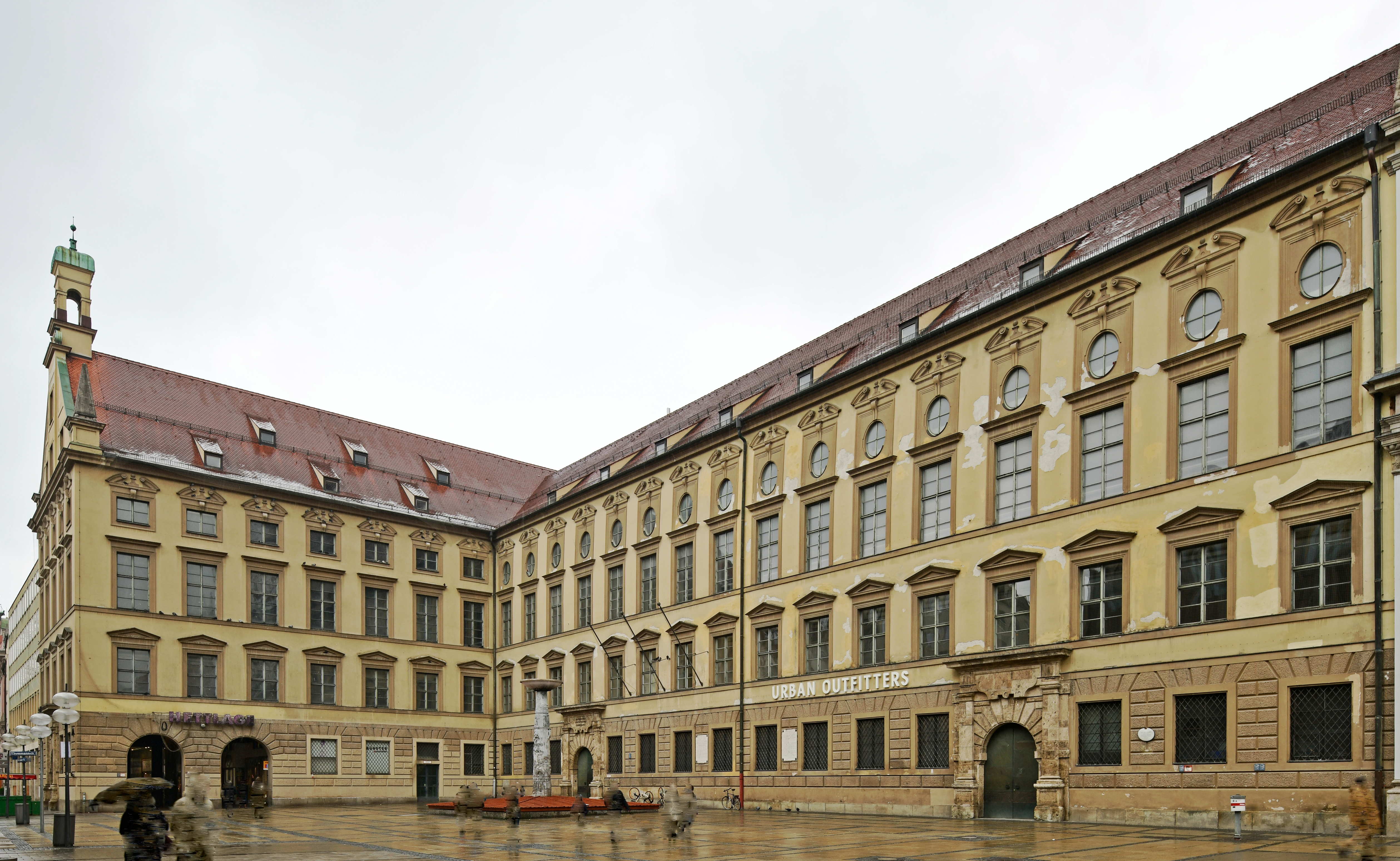
Die Alte Akademie von der Neuhauser Straße gesehen

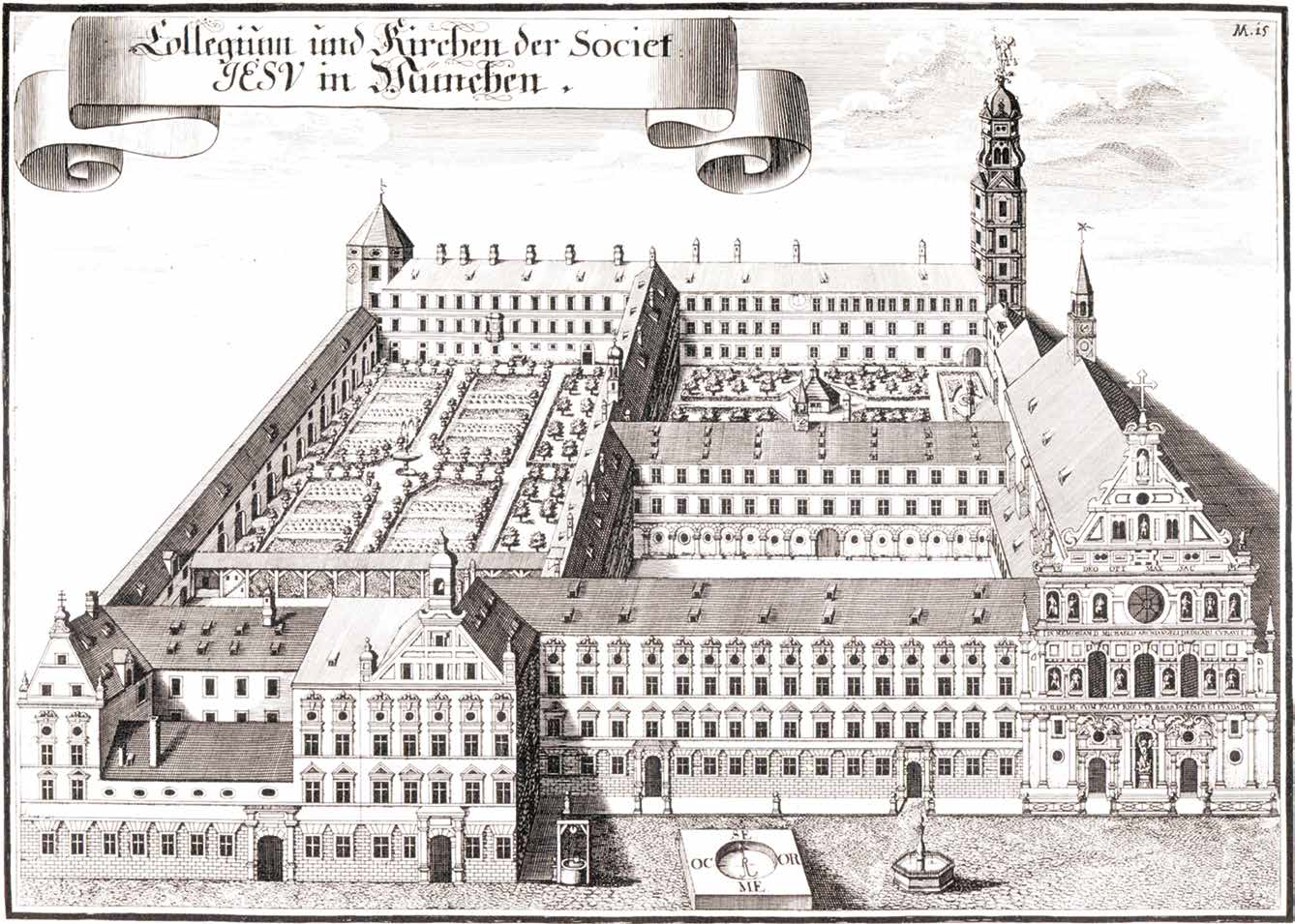
Das Wilhelminum um 1700 nach Michael Wening

Die Alte Akademie, auch Wilhelminum genannt, ist ein großes Gebäude in München aus dem 16. Jahrhundert mit einer Renaissance-Fassade. Es beherbergte ursprünglich das Münchner Jesuitenkolleg. Das teils sechsstöckige Gebäude mit vier Innenhöfen befindet sich in der Altstadt.
Das Gebäudeensemble war bis 2013 im Besitz des Freistaats Bayern, unter anderem waren das Landesamt für Statistik und Datenverarbeitung sowie die Landesbodenkreditanstalt BayernLabo in den Gebäuden beheimatet. Der damalige Finanzminister Markus Söder (CSU) vergab das Prestige-Objekt auf 65 Jahre in Erbpacht an die Signa-Gruppe von René Benko. Ab 2020 wurde das Gebäude für eine Mischnutzung umgebaut; 2023 kam es zum Baustopp. Die Zukunft ist unklar.

## Geschichte und Nutzung

### Jesuitengymnasium
Ursprünglich wurde hier in den Jahren 1574 bis 1576 ein Jesuitengymnasium erbaut, unter Herzog Albrecht V., vom niederländischen Baumeister Friedrich Sustris, sowie unter Mitwirkung des Augsburgers Wendl Dietrich und des Münchners Wolfgang Mueller. Das Jesuitengymnasium hatte sofort großen Zulauf, im Jahr 1597 zählte man bereits 900 Schüler. Gut 30 Jahre später waren es knapp 1500.

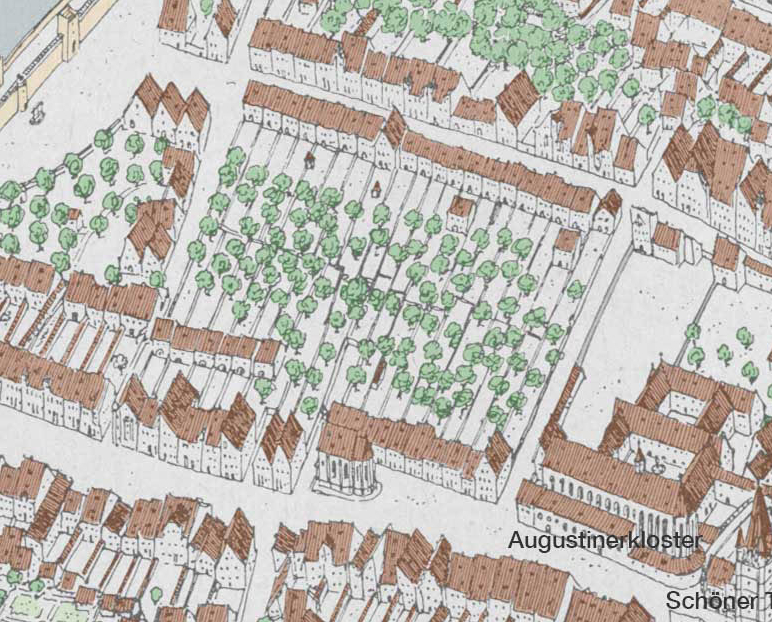
Planausschnitt von Gustav Steinlein nach dem Sandtnermodell, Zustand vor 1580

1583 bis 1590 errichteten die Jesuiten mit Unterstützung Herzog Wilhelms V., genannt der Fromme, die Michaelskirche und ein Kollegiengebäude, das Wilhelminum. Architekt war vermutlich Friedrich Sustris (1540–1599). Für den gewaltigen Renaissancekomplex, der als Manifestation der Gegenreformation unübersehbar war, wurden 34 Bürgerhäuser abgerissen und dazu noch das Nikolauskirchlein, das vor den östlichen 6 Fensterachsen gestanden hätte. Beides rief in der Stadt erheblichen Unmut hervor. Kolleg, Kloster und Kirche erstreckten sich zusammen auf einem riesigen Geviert zwischen der heutigen Ett-, Maxburg- und Kapellenstraße sowie der Neuhauser Straße und gehörten zu den prächtigsten Kollegien der Renaissance.

### Öffentliches Gebäude
Nach dem Verbot und der Aufhebung des Jesuitenordens 1773 zog das Bayerische Kadettenkorps in das Gebäude ein. Dann beherbergte das Gebäude die Polizeidirektion (1773), die Bayerische Staatsbibliothek (1774) und den Malteserorden (1781).
Ab 1783 war dann die Bayerische Akademie der Wissenschaften im Wilhelminum untergebracht, sowie ab 1807 die Akademie der Bildenden Künste mit einer Kurfürstlichen Maler-, Bildhauer- und Zeichenschule. Im Jahr 1826 wurde die Ludwig-Maximilians-Universität von Landshut nach München verlegt und blieb bis 1840 im Gebäude der Akademie beheimatet.
Das Wilhelminum fiel im April 1944 Fliegerbomben zum Opfer, nachdem bereits 1943 Sammlungskataloge und wertvolles Archivmaterial vernichtet worden waren. Die Originalfunde der von Ernst Stromer von Reichenbach in Ägypten entdeckten Dinosaurier wurden während dieses Bombenangriffes der Alliierten auf München zerstört. Hans Krieg, der Leiter des Museums Alte Akademie, in dem diese bedeutenden Fossilien aufbewahrt wurden, hatte Stromers Wunsch, diese Dinosaurier an einem sicheren Platz aufzubewahren, ignoriert.
Nach der Kriegszerstörung standen nur noch 16 Fensterachsen der Südwand des Gebäudes, an das sich östlich die Michaelskirche anschließt. Der Gebäudekomplex wurde von Josef Wiedemann in Anlehnung an die alten Strukturen wiederaufgebaut. Den Giebelbau in der Mitte rekonstruierte er in der Originalform. Die Anordnung der Innenhöfe mit dem Zierhof, dem Klosterhof, dem Schmuckhof und dem Wirtschaftshof (des Landesamtes) wurde beibehalten.

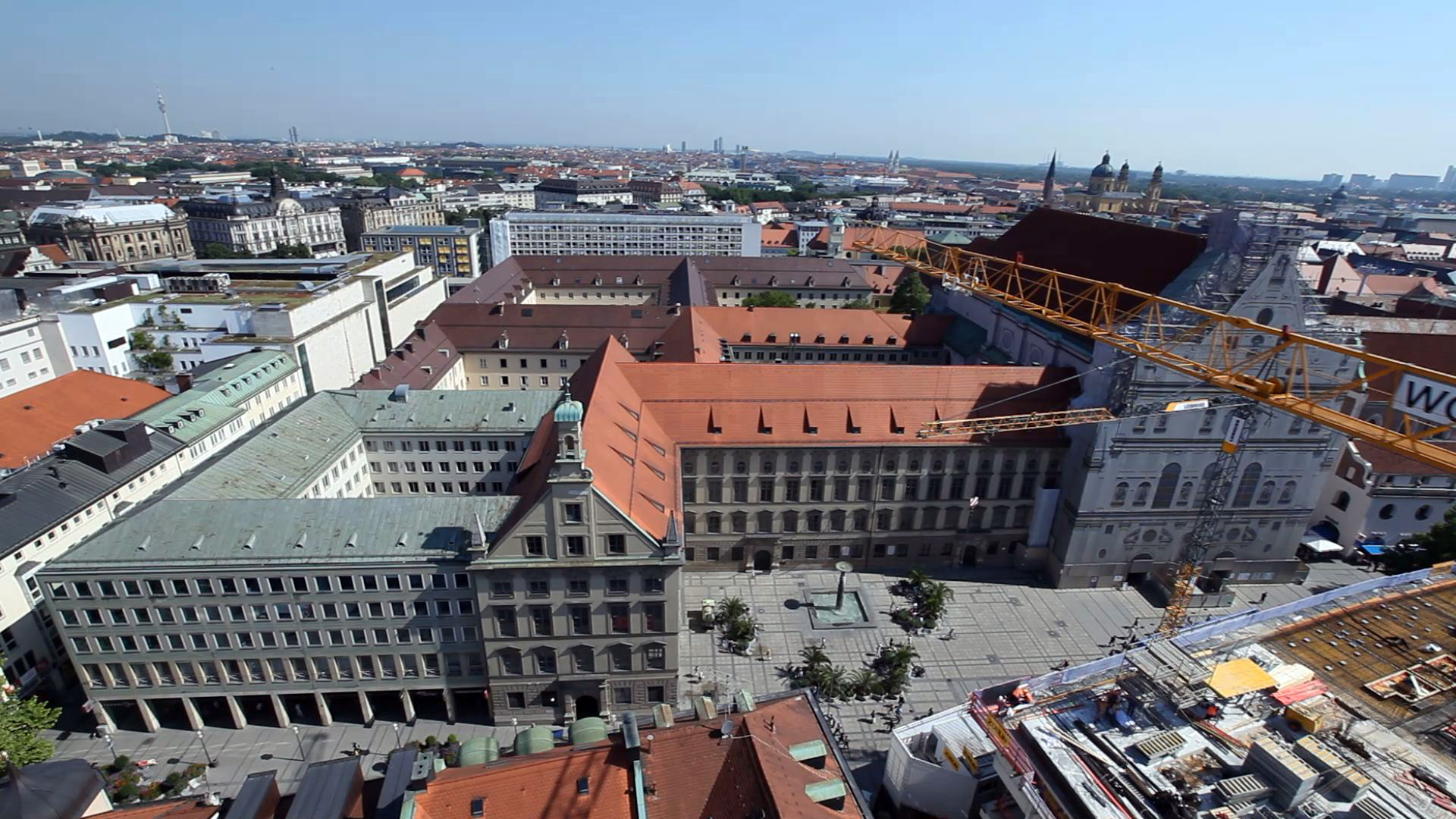
Luftbildaufnahme von 2012
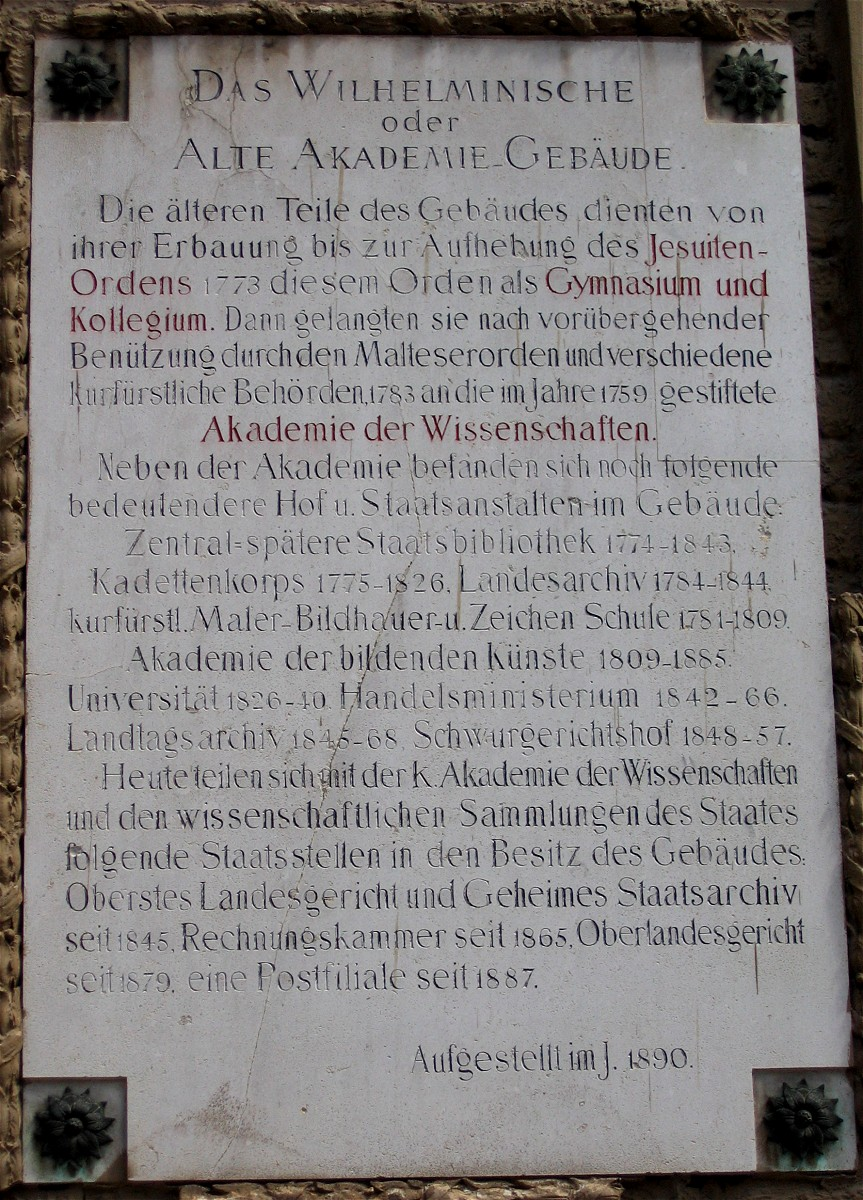
Hinweistafel von 1890
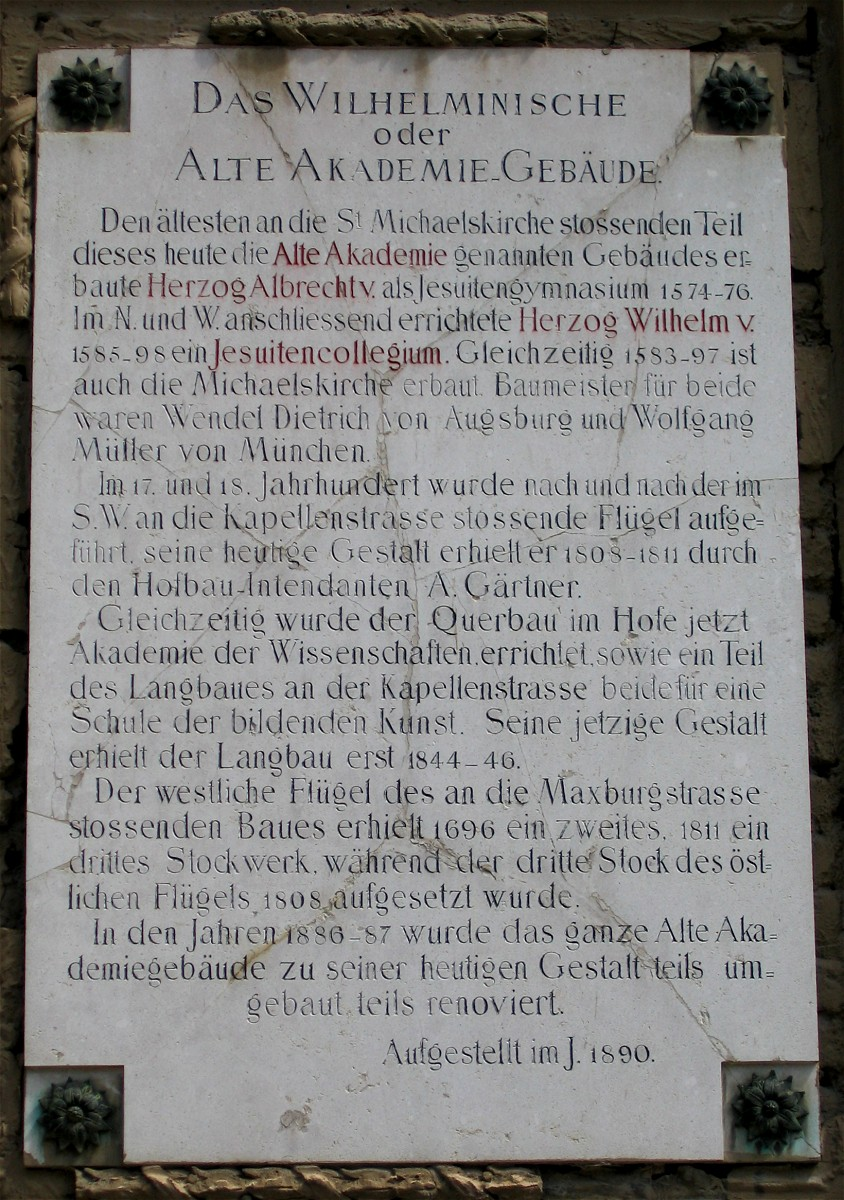
Hinweistafel von 1890
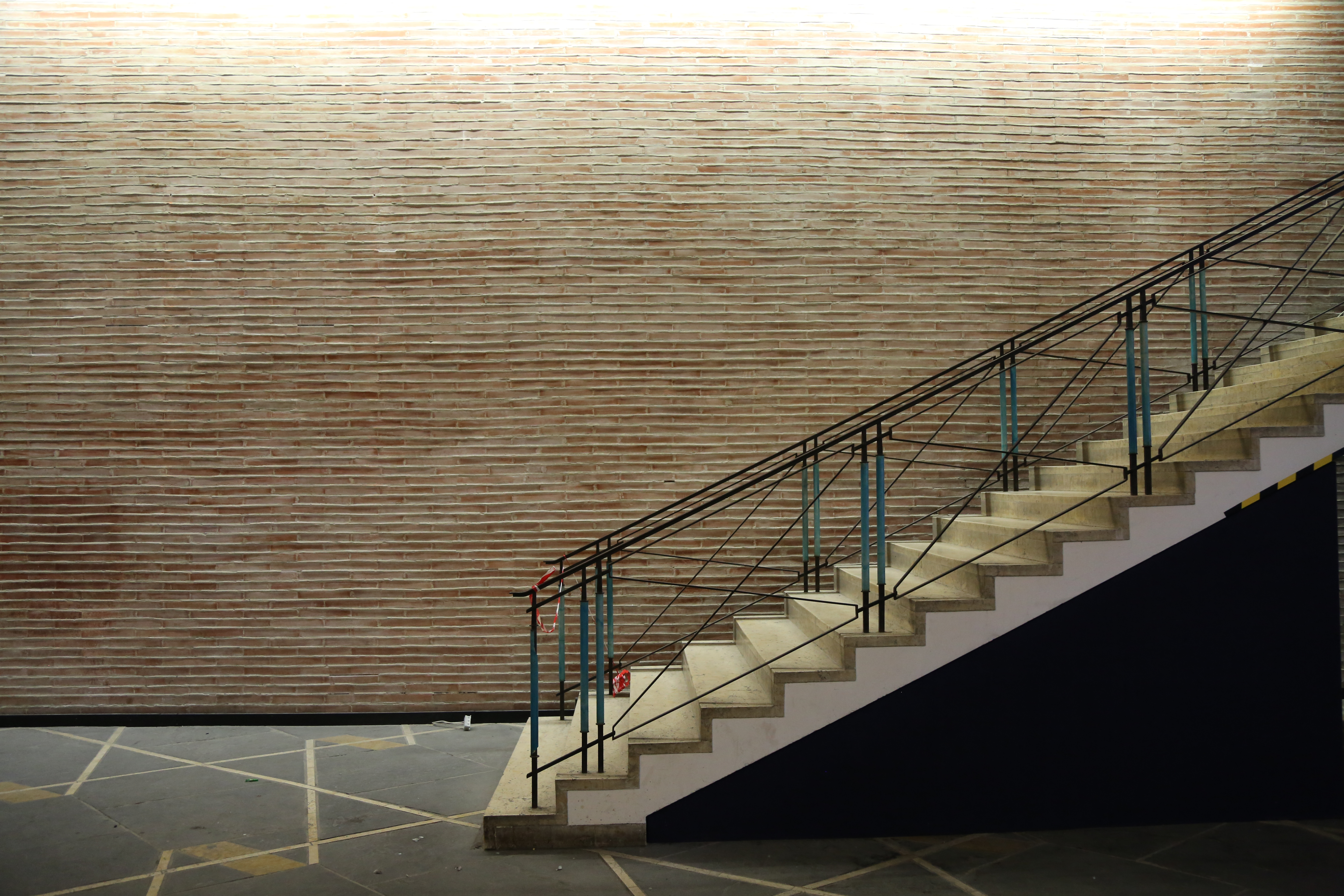
Nachkriegsrekonstruktion durch Josef Wiedemann
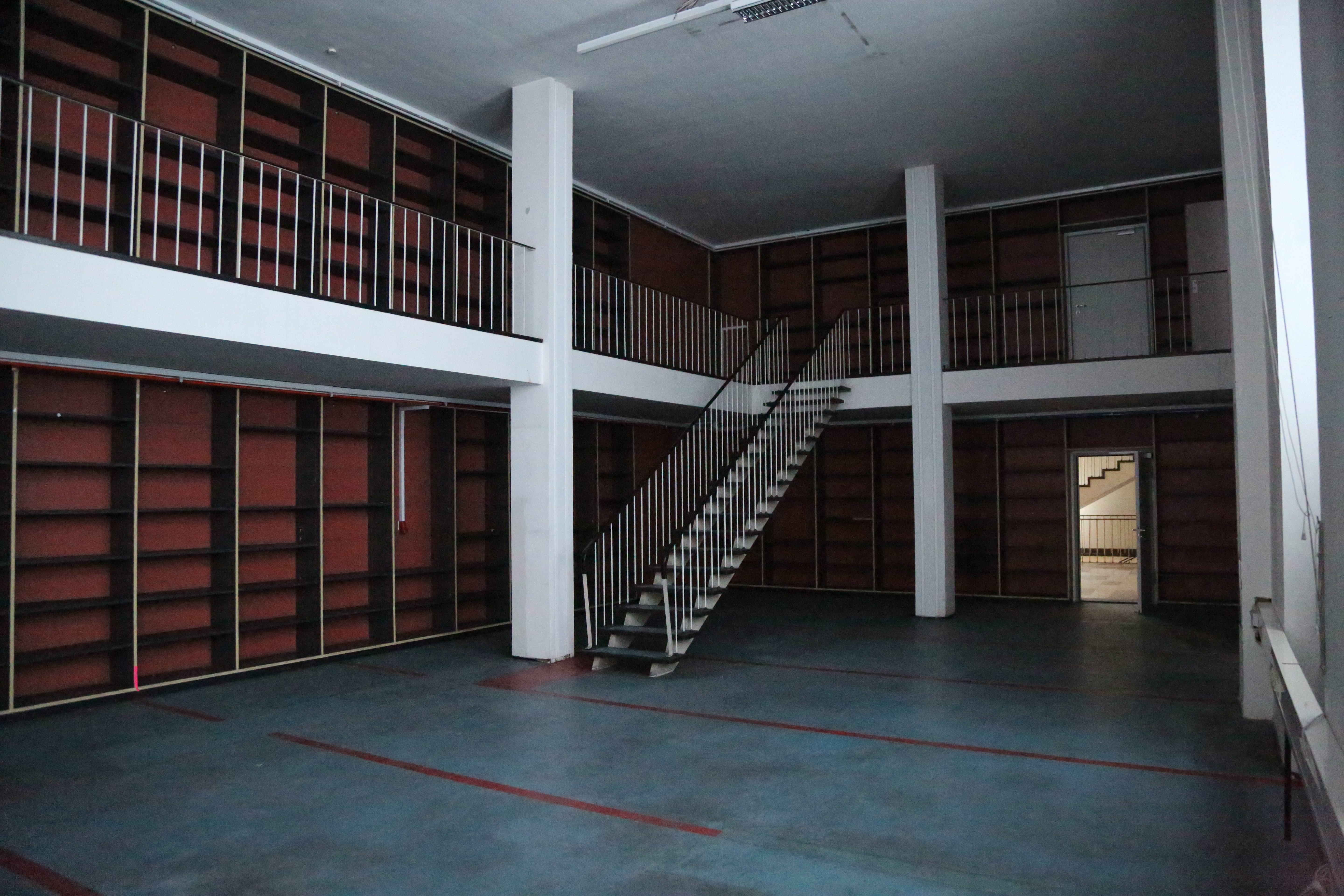
Die Bibliothek des Landesamtes für Statistik von Wiedemann
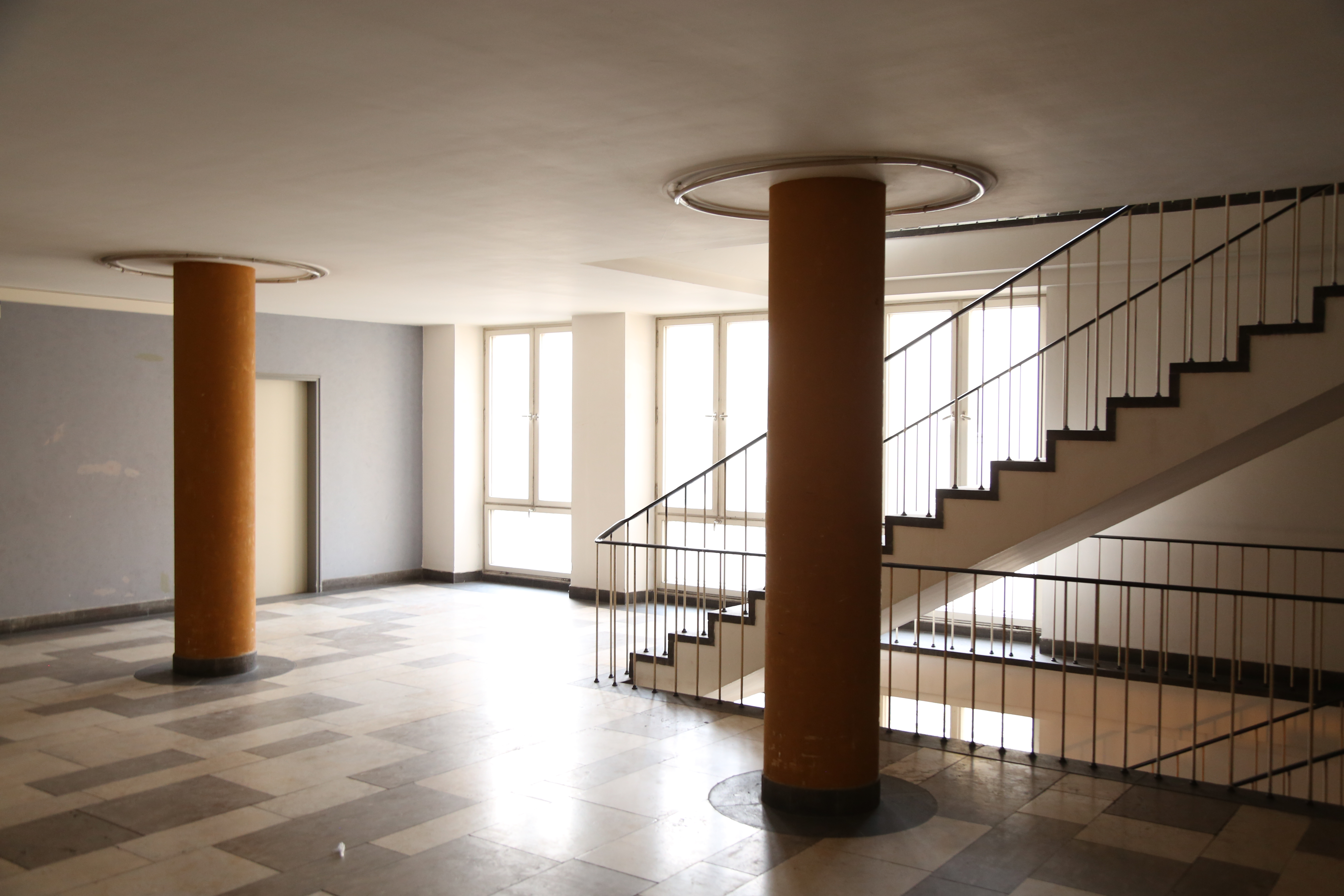
Treppenhaus von Wiedemann im Stil der 1950er Jahre

Die Bayerische Akademie der Wissenschaften wurde nach 1945 im Nordostflügel der Münchner Residenz untergebracht.
Zuletzt befanden sich im Wilhelminum das Landesamt für Statistik und Datenverarbeitung, die Bayerische Landesbodenkreditanstalt sowie das (personell und räumlich stark reduzierte) Jesuitenkolleg mit Unterkünften für Patres. 2006 zog die Landesbodenkreditanstalt aus, nachdem die katholische Kirche den rückwärtigen (nördlichen) Teil des Gebäudekomplexes gekauft hatte. Bis Ende März 2012 verließ das Kaufhaus Hettlage den Gebäudekomplex.

### Umbau und Privatnutzung
Im Juli 2012 begann die Ausschreibung zur Vergabe des Erbbaurechtes. Als externer Dienstleister zur Projektpräsentation vor Ort wurde die IBB München GmbH beauftragt.
Am 17. Dezember 2013 wurde die Liegenschaft mit einer Grundstücksfläche von ca. 6.055 m² im Erbbaurecht auf 65 Jahre an die österreichische Immobiliengruppe Signa Holding vergeben. Im November 2014 eröffnete der Bekleidungskonzern Urban Outfitters als Zwischennutzer auf 300 Quadratmetern seine achte Filiale in Deutschland.
Der Münchner Stadtrat hat im November 2015 die Rahmenbedingungen für das weitere Vorgehen beschlossen. Zukünftig soll es im historischen Gebäudekomplex eine Mischung aus Einzelhandel, Gastronomie, Büros und Wohnungen geben. In Abstimmung mit der Landeshauptstadt München wurde von Signa ein internationaler einstufiger Realisierungswettbewerb durchgeführt, im Zuge dessen die geplante Nutzungsmischung und die Auswirkung auf die denkmalrechtlichen, funktionalen und historischen Zusammenhänge untersucht wurden. Das Ergebnis wurde im April 2016 präsentiert. Das aus Basel/Schweiz stammende Architekturbüro Morger Partner Architekten erhielt den Zuschlag für den Umbau der Traditionsimmobilie mit über 400-jähriger Geschichte. Mit dem Siegerentwurf des Büros Morger Partner Architekten aus Basel zeigten sich alle Beteiligten zufrieden. Die Umbaupläne seien "behutsam und stimmig", hieß es bei der offiziellen Präsentation des Konzepts. Insgesamt umfasst das Projekt eine Mietfläche von 22.000 Quadratmetern. Wohnen hat dabei einen Anteil von 20 Prozent. Zwei Drittel der Gesamtfläche sind für Handel und Gastronomie vorgesehen, der Rest entfällt auf die Büronutzung. Der bisher für die Öffentlichkeit unzugängliche Schmuckhof soll künftig geöffnet werden.
Die Pläne des Investors, die Arkaden an der Neuhauser Straße zu verschmälern und an der Kapellenstraße zu entfernen, denen der Stadtrat zwischenzeitlich zugestimmt hatte, stießen auf breite Kritik. Das Münchner Forum und die Stadtgestaltungskommission forderten, die Arkaden zugunsten des öffentlichen Raums in der bisherigen Form zu erhalten. Der im Februar 2020 durch den Stadtrat beschlossene Bebauungsplan griff die Kritik teilweise auf und legte entgegen vorheriger Planung die Beibehaltung von zwei Arkadenteilen fest, die Arkade im Kopfteil wurde aufgegeben. Die Bauarbeiten an der Alten Akademie haben im November 2020 begonnen und sollten 2023 abgeschlossen werden.
Im Herbst 2022 unterzeichnete die japanische Modehandelsgruppe Fast Retailing einen Mietvertrag für einen neuen Flagship-Store seiner Modemarke Uniqlo. Infolge wirtschaftlicher Schwierigkeiten des Bauträgers kam es im November 2023 zu einem Baustopp.
Am 28. Dezember 2023 hat die Projektgesellschaft München, Alte Akademie Immobilien GmbH & Co. KG beim Amtsgericht Charlottenburg Antrag auf Eröffnung eines Insolvenzverfahrens gestellt (Aktenzeichen IN 8037/23).

## Brunnen

### Max-von-Pettenkofer-Brunnen
Zu Ehren des Hygienikers Max von Pettenkofer befand sich seit 1899 an der Ostfassade zur Neuhauser Straße ein öffentlicher Trinkbrunnen. Er bestand aus einer im Renaissancestil gestalteten Marmorschale mit Bronzetafel. Der Brunnen ist seit 1944 verschollen und soll mithilfe einer Bürgerinitiative, der Stadt und dem Investor der Alten Akademie rekonstruiert werden.

### Richard-Strauss-Brunnen
Direkt vor dem Gebäude an der Neuhauser Straße befindet sich der Richard-Strauss-Brunnen.